# Eurovision Song Contest 1992
Eurovision Song Contest 1992 blev afholdt i Malmö i Sverige, da Sverige vandt Eurovision Song Contest 1991. Lydia Cappolicchio og Harald Treutiger var aftenens værtspar. Der deltog 23 lande, hvilket var rekorden. Irland vandt med Johnny Logan kompositionen "Why me?", som blev fremført af Linda Martin. Danmark fik en 12. plads med "Alt det som ingen ser", som blev fremført af Kenny Lübcke og Lotte Feder.

## Baggrund
Grunden til at svensk tv besluttede at afholde konkurrencen i Malmö, var at en ny regel der var blevet indført hos svensk tv var, at den by hvori Melodifestivalen finalen blev afholdt det år Sverige fandt sin vinder, i dette tilfælde Carola, fik æren af at skulle være værtsby for det Europæiske Melodi Grand Prix året efter.

### Deltagerne
Der var et rekordstort felt i 1992, med hele 23 deltagende lande. Grunden til at det blev hævet fra 22 til 23 lande, var at Nederlandende vendte tilbage efter en pause i 1991 grundet landets nationalhelligdag. Malta havde fået lov at deltage i 1991 pga. dette, men havde fået at vide, at de kun kunne deltage i 1991, da Holland ville komme tilbage i 1992. Men da Malta fik en strålende 6. plads, hævede man altså deltagerantallet, for at give plads til dem alligevel. For sidste gang deltog Jugoslavien, men i en anden udgave end tidligere, trods samme navn. Slovenien, Kroatien og Bosnien og Hercegovina havde løsrivet sig fra landet året før, og denne udgave af Jugoslavien bestod teknisk set kun af Montenegro og Serbien, og optrådte senere i Eurovision Song Contest som Serbien og Montenegro, inden også den gik i opløsning. 1992 var et udpræget ballade år, hvor langt størstedelen af sangene var ballader. Danmark stillede dog ikke op med en ballade, efter fiaskoen året før med balladen "Lige der hvor hjertet slår". I stedet vendte Danmark tilbage til sin gamle glade poplyd, ala Hot Eyes, Birthe Kjær og Traxx, med sangen "Alt det som ingen ser", der blev fremført af Kenny Lübcke og Lotte Feder. Den mest usædvanlige sang i årets konkurrence, kom fra Frankrig, der stillede op med reggaenummeret "Monté la rivié".

### Produktionen
Showet åbnede med en 3D animation, hvor kameraet lettede fra Rom i Italien, værtsbyen i 1991, og fløj hele vejen til Malmö, via Schweiz, Frankrig, Tyskland og Danmark. Scenen var en af de største nogensinde, dekoreret med et vikingeskib samt omridset af den kommende Øresundsbro i baggrunden, der sidst i årtiet skulle binde Danmark og Sverige sammen. Vikingeskibet var dekoreret med en galleonsfigur i form af en drage, der spyede røg og lyste op, under de forskellige sange. På hver sin side af vikingeskibet var der en trappe, som førte om bag scenen. Mange af kunstnerne kom ned af trappen i starten af sin optræden, mens andre kunstnere blot valgte at starte sin optræden på scenen. Belysningen på dette show var også markant mørkere, end året før, da der var mere fokus på køligere farver. Dog benyttede værtslandets eget bidrag, en flot solopgangs-effekt med lyset, i slutningen af nummeret "I morgon är en annan dag", som symbolik på at en ny dags begyndelse. Værterne Lydia Cappolicchio og Harald Treutiger bød alle velkommen på engelsk og fransk, hvorefter Harald for sjov insisterede på at de skulle fortsætte resten af showet på svensk. Årets konkurrence havde også, ligesom i 1990, en maskot i form af Eurobird. Hans eneste opgave var dog en kort optræden mellem hver sang, hvor han vendte en side i en bog med det pågældende lands flag på.

### Resultatet
Irland vandt en overbevisende sejr, selvom Storbritannien ikke var langt bagefter. Malta fik sin bedste placering nogensinde, med en 3. plads, og dermed bestod top 3 af de eneste tre engelsksprogede sange. Frankrig fik en god 8. plads for deres reggaeinspirerede sang. Finland kom endnu engang på en sidsteplads, mens værtslandet Sverige noget overraskende tog 22. pladsen, altså kom de næstsidst. Dette var det dårligste resultat nogensinde for et værtsland, som ellers havde haft tendens til at klare sig godt hvert år, grundet den naturligt store opbakning fra salen, som ofte skinnede igennem på skærmen. Danmark måtte nøjes med en temmelig lunken 12. plads.

## Deltagere og resultater
| Sang nr. | Land           | Solist                       | Sang                     | Plads | Point |
| -------- | -------------- | ---------------------------- | ------------------------ | ----- | ----- |
| 1        | Spanien        | Serafin                      | Todo estas es la musica  | 14    | 37    |
| 2        | Belgien        | Morgane                      | Nous on veut des violons | 20    | 11    |
| 3        | Israel         | Dafna                        | Ze rak sport             | 6     | 85    |
| 4        | Tyrkiet        | Aylin Vatankos               | Yaz bitti                | 19    | 17    |
| 5        | Grækenland     | Cleopatra                    | Olou tou kosmou i elpida | 5     | 94    |
| 6        | Frankrig       | Kali                         | Monté la riviè           | 8     | 73    |
| 7        | Sverige        | Christer Björkman            | Imorgon är en annan dag  | 22    | 9     |
| 8        | Portugal       | Dina                         | Amor d'agua fresca       | 17    | 26    |
| 9        | Cypern         | Evridiki                     | Teriazoume               | 11    | 57    |
| 10       | Malta          | Mary Spiteri                 | Little child             | 3     | 123   |
| 11       | Island         | Heart 2 Heart                | Nei eda ja               | 7     | 80    |
| 12       | Finland        | Pave Maijanen                | Yamma yamma              | 23    | 4     |
| 13       | Schweiz        | Daisy Auvray                 | Mr Music Man             | 15    | 32    |
| 14       | Luxembourg     | Marion Welter & Kontinent    | Sou fraï                 | 21    | 10    |
| 15       | Østrig         | Tony Wegas                   | Zusammen geh'n           | 10    | 63    |
| 16       | Storbritannien | Michael Ball                 | One step out of time     | 2     | 139   |
| 17       | Irland         | Linda Martin                 | Why me?                  | 1     | 155   |
| 18       | Danmark        | Lotte Nilsson & Kenny Lübcke | Alt det som ingen ser    | 12    | 47    |
| 19       | Italien        | Mia Martini                  | Rapsodia                 | 4     | 111   |
| 20       | Jugoslavien    | Extra Nena                   | Ljubim te pesmama        | 13    | 44    |
| 21       | Norge          | Merethe Trøan                | Visjoner                 | 18    | 23    |
| 22       | Tyskland       | Wind                         | Träume sind für alle da  | 16    | 27    |
| 23       | Holland        | Humphrey Campbell            | Wijs me de weg           | 9     | 67    |

## Trivia
- Under afstemningen viste producerne flere gange vinderen fra 1991, Carola, der fulgte afstemningen bag scenen, sammen med årets kunstnere. Uheldigvis klippede producerne over til hende på et tidspunkt, hvor hun sad og fumlede med sin stol, indtil ryglænet braste sammen under hende.